# Sangiaccato di Nablus
Il sangiaccato di Nablus è stato una provincia dell'Impero ottomano fino al 1918. Parte della Palestina, la quale faceva parte del vilayet di al-Shām (Siria), il sangiaccato di Nablus - fino al 1888 chiamato Belqa - era diviso in tre cazà (Nablus, Jenin, Tulkarem). Nel 1888, quando venne creato il vilayet di Beirut, il sangiaccato venne compreso nel suo territorio.